# Церковнослужитель

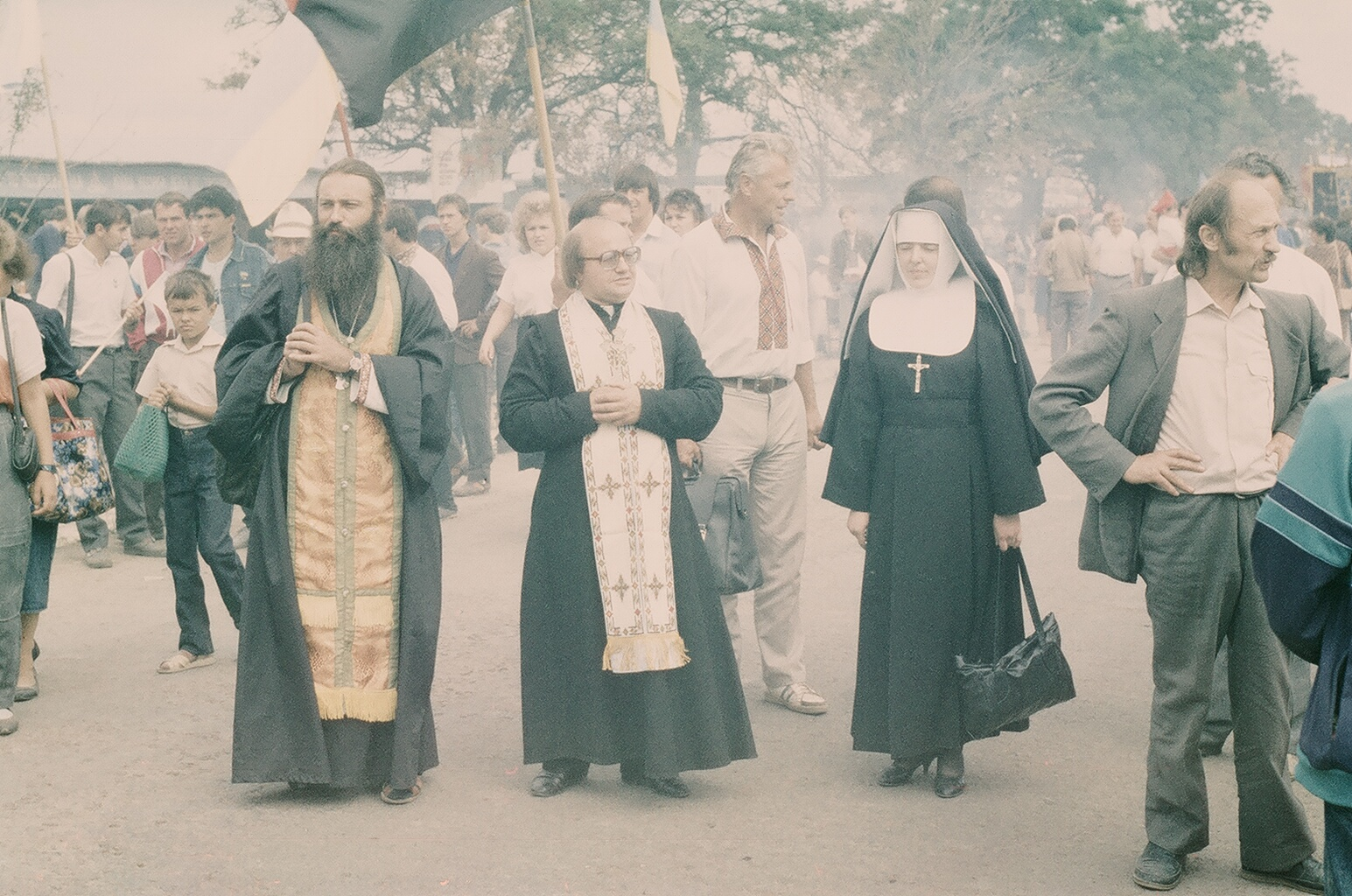
Представники українського духовенства. 1990 р.

Церковнослужитель в православ'ї — нижчий клірик, допомагає священнослужителям у відправленні богослужіння. В наш час[коли?] тільки в деякі ступені церковнослужителів ставленики возводяться через чин архієрейської хіротесії у читця/співака і, потім, у іподиякона (поставленому іподиякону після цього не забороняється одружуватися). Справи (прийом навіть на парафіяльне служіння, звільнення, переміщення) церковнослужителів, висвячених архієреєм у читця і в іподиякона, на відміну від справ мирян, розглядаються безпосередньо правлячим архієреєм.
Право входу в вівтар присвоєно Православною церквою виключно особам, посвяченим в який-небудь церковний чин (ступінь). Церковні правила: 5-е Антиохійського собору, 19-е Лаодикійського собору, 69-е VI Вселенського собору. Існуюча в наш час[коли?] практика дозволу деякими духовними особами входу у вівтар мирянам і навіть жінкам є церковним безчинством.
Співаки і читці в православних храмах Європи тепер, у зв'язку із загальним занепадом церковної культури і благочестя, рідко мають єпископське поставлення (над жінками хіротесія взагалі не проводиться, хоча в давнину літні самотні жінки посвячувалися в диякониси). Іноді для церковного співу та читання запрошують оперних співаків (навіть невоцерковлених). У єпархіях Америки, Австралії та Африки в цілому більше дотримуються вимоги мати при кожному храмі канонічно поставлених церковнослужителів.
Крім того, при кожному храмі існує штат співробітників (співробітниць), яких часто називають церковнослужителями: псаломщик (уставщик), дзвонар, просфорник, свічник, продавець в іконній лавці, прибиральниця, сторож, староста, бухгалтер, скарбник, водій, і т. д., які часто підміняють один одного.